# Groupe Achour
Le Groupe Achour est un groupe d'entreprises libanais basé à Kinshasa en République démocratique du Congo depuis les années 1976 par le biais de sa société mère Sokin et comprend au fil du temps plusieurs autres entreprises dans différents secteurs d'activités,,,.

## Biographie
L'histoire du Groupe Achour débute dans les années 1960, au Liban. Mahmoud Achour crée dès lors une petite entreprise qui œuvrait dans l’industrie du textile. Très vite, il commence l’exportation de son commerce, une partie de sa production est exportée vers l’Afrique, en République Démocratique du Congo.
Quelques années plus tard, dans les années 1975, l’entreprise est victime de la guerre civile qui a lieu au Liban et occasionne la perte d’une majeure partie de ses affaires. Mahmoud décide donc de quitter le Liban pour aller s’installer avec sa famille en République Démocratique du Congo où il avait déjà une partie de sa production.
Mahmoud s’installe en République Démocratique du Congo et crée une nouvelle société en 1976 au nom de SOKIN. Il va se spécialiser dans l’industrie du textile dont il avait déjà de l'expérience depuis quelques années au Liban et va étendre l’entreprise en y ajoutant l’exportation du café. 
Quelques années plus tard, les affaires ayant prospéré, Mahmoud décide de créer une nouvelle société, cette fois dans le domaine du transport et logistique au nom de Transbenz. 
Après avoir obtenu son baccalauréat, Sattar Achour fils cadet de Mahmoud, rejoignit ses frères en République Démocratique du Congo qui travaillaient déjà avec leur père dans la compagnie familiale et y travaille désormais.
En 1984, il a commencé à Kinshasa avant d’être transféré 3 ans plus tard dans la ville portuaire de Matadi où il va pour travailler dans la supervision des opérations des importations et de transport vers Kinshasa. Il y travaille pendant 4 ans avant de rejoindre la capitale.

## Histoire et naissance des entreprises
Malgré les nombreuses entraves dues aux évènements successifs que va connaître le pays au cours des années 1993, 1997, 1998, respectivement le pillage, le changement de pouvoir et le conflit d'août, Sattar Achour tient bon et poursuit ses différentes activités commerciales.
En 1996, il développe sous le nom de Pain d’Or une usine de panification qui démarre sa production dans les semaines précédant l’arrivée des troupes de L.D Kabila à Kinshasa. Très vite, la population kinoise donnera le surnom de "Kabila" aux nouvelles baguettes de pain produites par la boulangerie.
En 2000, Sattar acquiert la nationalité Française et décide de s’investir activement au sein de la communauté économique Française dans le pays. Il collabore à la relance de la Chambre de Commerce et d’Industrie Franco-Congolaise, puis participe à la création du "Club Français des Affaires" avec quelques partenaires particulièrement motivés.
Poursuivant ses projets de développement et d’investissements, en 2002, il se lance dans un nouveau défi en rachetant au Groupe néerlandais Unilever, la société immobilière SEDEC et acquiert à cette occasion plusieurs immeubles de qualité dans le centre ville de Kinshasa.
En 2004, il se lance dans un investissement très important en construisant un lotissement de luxe composé de 101 villas, complété de différents équipements de loisirs et de restauration. Parallèlement au lancement de cet important projet immobilier, il développe une société de construction se dénommant Société des Travaux au Congo (STC) puis lance l’exploitation d’une carrière au nom de Caillasse du Congo (CDC), qui assureront en grande partie la fourniture des matériaux de base et la main d’œuvre pour la construction de ce projet.
Quelque temps plus tard, il procède à l’achat de deux entreprises industrielles en partenariat avec un investisseur local : la biscuiterie PRINCE et la fabrique de cartons CARTOMO.
À partir des années 2010, en collaboration avec le Groupe américain Seaboard, spécialisé dans le domaine de la minoterie, il lance la construction d’une nouvelle unité de panification industrielle moderne de grande capacité sur le site de l’ancienne boulangerie industrielle Quo-Vadis pour remplacer la boulangerie Pain d’Or devenue obsolète. L'inauguration eut lieu en 2012.
Durant la même période, le Groupe Achour s’associe avec un homme d’affaires français pour la fabrication et la distribution de boissons et de jus de fruits, la société I.B.C (Industrie des Boissons au Congo). Cette usine moderne, entièrement équipée de machines françaises, commercialise et distribue dans le pays des boissons en bouteilles P.E.T.
La société STC achève la construction d’un "Suite Hôtel" de 101 Suites qui entre dans le patrimoine de la société immobilière SEDEC. Cet hôtel de luxe rattaché à un centre commerciale au nom de Kin Plaza Mall Arjaan by Rotana est situé près de la Chancellerie de l’Ambassade de France et est opérationnel depuis 2015.
Particulièrement attachés à ce pays, plusieurs membres de la troisième génération de la famille Achour ont récemment rejoint Kinshasa pour marcher dans les traces des grands-parents et des parents.